# Липов (Росія)
Липов — хутір у Богдановському сільському поселенні Каменського району Ростовської області Росії.

## Населення
Населення станом на 2010 рік становило 15 осіб.

## Вулиці
На хуторі є одна вулиця: Пушкіна.